# Невесине
Невесине (босн. Nevesinje, серб. Невесиње / Nevesinje, хорв. Nevesinje) — город на юге Боснии и Герцеговины. Административный центр одноимённой общины в составе региона Требине Республики Сербской.

## Население
Численность населения города по переписи 2013 года составила 5 464 человека, общины — 13 758 человек.
Этнический состав населения города по переписи 1991 года:
- Сербы — 3.247 (79,81 %)
- Боснийцы — 634 (15,58 %)
- Югославы — 104 (2,55 %)
- Хорваты — 39 (0,95 %)
- Другие — 44 (1,11 %)

Всего: 4.068 чел.